# Красиловский сельсовет
Красиловский сельсовет — сельское поселение в Петровском районе Тамбовской области Российской Федерации.
Административный центр — село Красиловка.

## История
Статус и границы сельского поселения установлены Законом Тамбовской области от 17 сентября 2004 года № 232-З «Об установлении границ и определении места нахождения представительных органов муниципальных образований в Тамбовской области».

## Население
| 2010 | 2012 | 2013 | 2014 | 2015 | 2016 | 2017 |
| ---- | ---- | ---- | ---- | ---- | ---- | ---- |
| 768  | ↘737 | ↘725 | ↘711 | ↘678 | ↗841 | ↘647 |
| 2018 | 2019 | 2020 | 2021 |      |      |      |
| ↘624 | ↘607 | ↘600 | ↘411 |      |      |      |

## Состав сельского поселения
| № | Населённый пункт | Тип населённого пункта       | Население |
| - | ---------------- | ---------------------------- | --------- |
| 1 | Красиловка       | село, административный центр | ↘224      |
| 2 | Лосиная Лука     | село                         | ↘157      |
| 3 | Тафино           | село                         | 66        |
| 4 | Тынково          | село                         | ↘253      |
| 5 | Фоновка          | деревня                      | ↘68       |